# Будівельник (Монастириська)
Будівельник — колишня аматорська футбольна команда з міста Монастириська (Тернопільська область).

## Відомості

### Досягнення
- Чемпіон Тернопільської області: 1976

### Відомі гравці
Ігор Біскуп, Володимир Венгринович